# Nicéphore Soglo

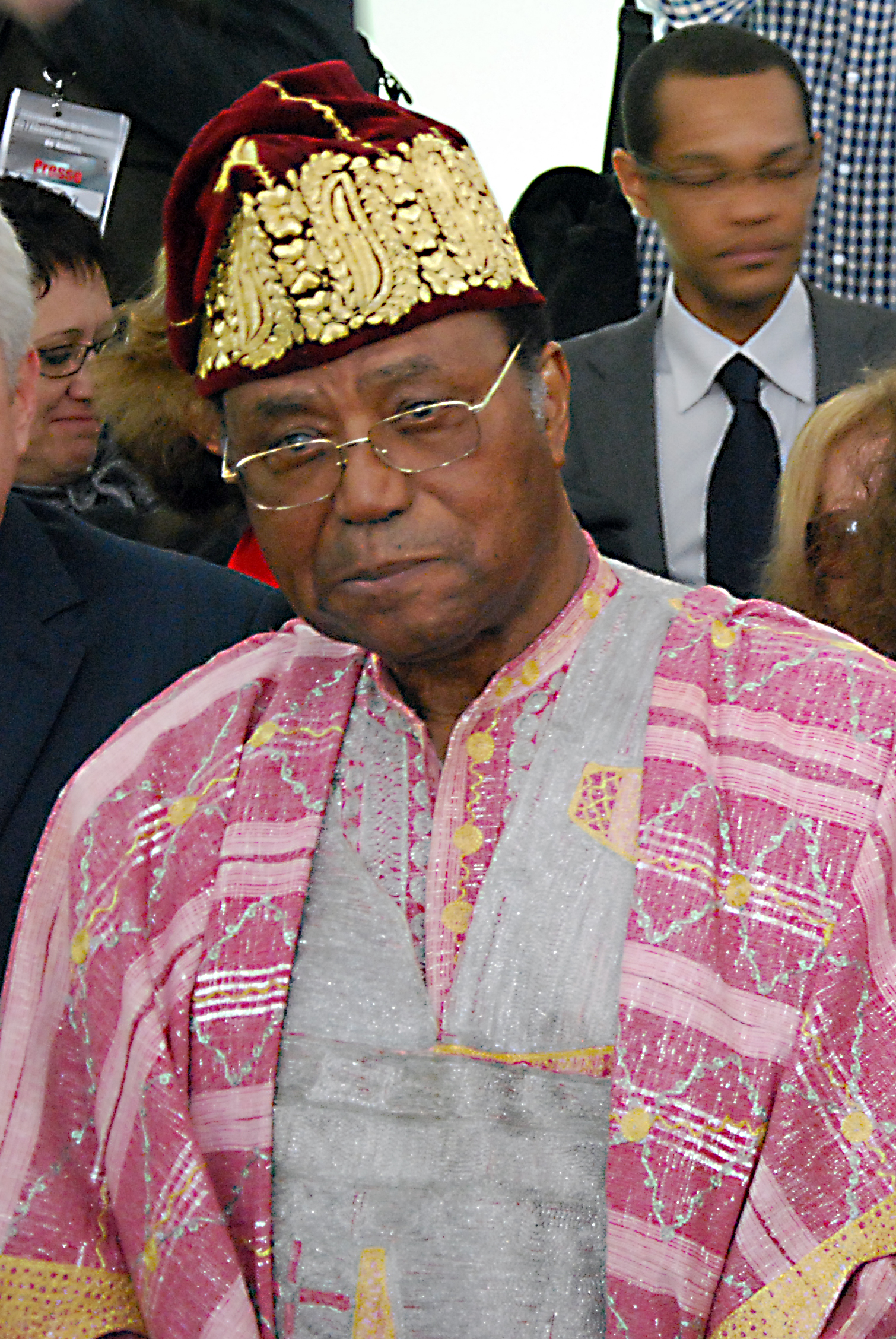
Nicéphore Soglo, i mars 2012.

Nicéphore Dieudonné Soglo, född 29 november 1934 i Togo, var president i Benin mellan 4 april 1991 och 4 april 1996. Han hade tidigare varit regeringschef 12 mars 1990-4 april 1991.
Soglo vann 1991 Benins första presidentval med flera tillåtna partier. Under Soglos tid som president förbättrades landets ekonomin, men enligt många i landet skedde detta till kostnaden av dålig hänsyn till demokratiska spelregler och underhåll av det sociala skyddsnätet. Efter att Soglos popularitet dalat förlorade han 1996 års val, där den tidigare presidenten Kérékou återkom till makten. Kérékou vann även valet 2001, ånyo med Soglo som främste utmanare.